# ハルビン医科大学
ハルビン医科大学（英語: Harbin Medical University）は、ハルビン市南崗区に本部を置く中華人民共和国の公立大学。1926年創立、1938年大学設置。

## 概要
前身は、1926年に創立されたハルビン医学専門学校まで遡る。1938年に哈尔滨医科大学と改称。1949年4月に(鶴崗)中国医科大学を統合し、新制哈尔滨医科大学となる。2002年に鶏西石炭医学専門学校を統合し、ハルビン医科大学（大慶）となる。

## 学部
- 基礎医学院
- 成人教育学院
- 継続教育学院
- 公衆衛生学院
- 薬学院
- 生物情報学部
- 口腔医学院
- 看護学院
- 衛生管理学院
- 地方病センター

## 付属病院
- ハルビン医科大学付属第一医院
- ハルビン医科大学付属第二医院
- ハルビン医科大学付属腫瘍(第三)医院
- ハルビン医科大学付属第四医院
- ハルビン医科大学付属第五医院（大慶市人民医院）

関連病院
- 大慶油田総医院
- 大慶市第三医院
- 黒竜江省農地総局総医院（黒竜江省第二腫瘍医院）
- 大慶第四医院
- 大慶龍南医院
- 大慶市中医院

## 対外関係

### 日本における協定校
- 旭川医科大学
- 東北大学 医学系研究科
- 日本医科大学
- 杏林大学 医学部
- 金沢大学
- 岡山大学
- 鳥取大学 医学部

部局間学術交流協定
- 基礎医学院と帝京平成大学
- ハルビン医科大学付属第二病院と九州大学病院